# 青山正明
青山 正明（あおやま まさあき、1960年6月27日 - 2001年6月17日）は、日本の編集者、ライター。東京公司代表。鬼畜系ムック『危ない1号』初代編集長。本名は大塚 雅美（おおつか まさみ）。
大学在学中に「突然変異」を創刊以降も、ロリータ雑誌、音楽情報誌、ビデオ雑誌、スカトロ雑誌、成人向け漫画雑誌、株式情報専門誌、海外旅行雑誌、高校生向けの学習雑誌など様々な雑誌編集に携わりながら、マイナー一筋のライター稼業に従事。
ドラッグ、ロリコン、スカトロ、フリークスからカルトムービー、テクノ、オカルト、辺境音楽、異端思想、精神世界まで幅広くアングラシーンを論ずる鬼畜系文筆家の草分け的存在。1980年代から1990年代にかけてのサブカルチャーに与えた影響は大きく、生前より稀代の天才編集者と謳われた。
1992年には処女単行本『危ない薬』をデータハウスより上梓する。
不定期刊『危ない1号』（データハウス）初代編集長であり、その他「東京公司」名義の編著書として『別冊宝島EX タイ読本』（宝島社）や『アダルトグッズ完全使用マニュアル』（データハウス）などがある。
ドラッグに関する文章を書いた日本人ライターの中では、実践に基づいた記述と薬学的記述において特異であり快楽主義者を標榜していた。
2001年6月17日に神奈川県横須賀市の自宅で縊死。40歳没。

## 生涯
1960年、神奈川県横須賀市生まれ。海上自衛官の父親と子煩悩な母親のもとで生まれ育つ。小学3年生の時、父親が南山宏の著書『超自然のなぞ』を買い与えた事がきっかけで、怪奇やオカルトなどの超常現象に強い興味を持つ。勉強は全くしなかったが、幼少期より神童ぶりを発揮し、九九の計算を25秒で言える少年として学校中で有名となる。通信簿の成績は常にオール5であった。中学時代の統一模試では2年連続で県内1位を獲得する。

### 1981年、大学在学中に『突然変異』創刊
高杉弾の伝説的自販機本『Jam』『HEAVEN』に大いなるショックを受け、1981年4月、慶應義塾大学法学部在学中に慶應義塾大学と専修大学の学生4人でキャンパスマガジン『突然変異』（突然変異社）を創刊する。小学校の盗撮や差別用語のクロスワードパズル（パズルを解くと皇太子の顔写真になる）といった鬼畜企画を始め、障害者や奇形、ドラッグ、ロリコン、皇室揶揄まで幅広くタブーを扱った。青山は『突然変異』創刊号の編集後記に以下の文章を寄稿する。

その後『突然変異』は順調に売り上げを伸ばし、当時のロリコンブームに乗ってマスメディアからの取材も殺到、熱狂的な読者を獲得したものの『突然変異』に嫌悪感を抱いた椎名誠が同年8月に朝日新聞紙上で「こういうのは典型的なビョーキ雑誌というのである。ゴミ雑誌、ゴキブリ雑誌。バイキンをまき散らすだけの雑誌なのだ。書店はもっと中身をきちんと見て扱った方がいい」と一方的に断罪、糾弾する内容の批判文を発表する。これに追従する形で抗議や脅迫の電話が殺到し、直販先の書店が取り扱いを拒否するなどしたため、わずか4号で休刊に追い込まれた。一方で『突然変異』編集部は椎名に対し以下の批判文を誌上で発表した。
翌1982年2月、青山ら『突然変異』編集部は『週刊プレイボーイ』『ヘイ!バディー』誌上にて公開挑戦状を掲載。椎名に決闘を申込み、上野動物園のキリン舎前にて待合わせをするも、椎名は現れずに終わった。

### ロリコンブーム到来
1981年10月、『突然変異』2号掲載の「六年四組学級新聞」を見た高取英の紹介 で白夜書房の男性向け総合月刊誌『ヘイ!バディー』の高桑常寿編集長 から原稿依頼があり、同誌12月号の特集「少女の時代」にロリータ記事「HOW TO LOLITA」を寄稿、これが商業誌デビューとなる。
同誌1982年2月号からは『突然変異』編集部の谷地淳平と共同で「6年4組学級新聞」の連載を始める。連載中に同誌もロリータ総合情報誌に路線変更し、ロリコンブームの主翼を担うことになる。この連載は1982年9月号まで続き、10月号からは「Flesh Paper」（肉新聞）に改題する。内容もロリータから大きく外れ、ドラッグやフリークス、カルトムービーの紹介など青山独自の路線となった。また本誌以外にも『ロリコン大全集』『ぺぴ』『VIDEOロリータ』『ロリータスナイパー』『ロリータスクランブル』『にんふらばあ』『なおこちゃん』など各ロリコン誌で執筆活動を行う。
1982年8月に発売された日本初のロリータビデオ『あゆみ11歳 小さな誘惑』ではヒロインに懸想する青年役として出演する。青山によると、3万円という高額なビデオにもかかわらず4000本が即完売したという。
1983年、慶應義塾大学法学部法律学科卒業。大学卒業後は自然食品メーカーやソフトウェア会社でプログラマーとして働くなど転々とするが、1984年11月よりフリーライターとして独立する。
その後はスーパー変態マガジン『Billy』（白夜書房）や『にんふらばあ』（麻布書店）などに原稿を書きながら、1985年春創刊のスカトロ系エロ雑誌『フィリアック』（求龍社）で編集長を務めたほか、『スカトピア』『スカトロスペシャル』『コプロラビア』『フィーメール』『MASPET』など各スカトロ誌でも執筆活動を行う。
しかし、主な活躍の場であった『ヘイ!バディー』が1985年11月号をもって廃刊となり、青山もロリコンライターを事実上廃業する。なお『ヘイ!バディー』廃刊の原因は増刊『ロリコンランド8』に掲載された少女の無修正ワレメ写真がわいせつ物と判断され発禁回収処分となり、性器の露出が許されなくなった為である。1987年には児童エロチカの最後の砦であった少女ヌード写真集『プチトマト42』が警視庁から摘発され発禁となり、第1次ロリコンブームは終焉を迎えた。

### 1980年代後半、『ヘイ!バディー』廃刊以降
1985年11月にSMマニア増刊として異端文化研究エロ雑誌『サバト』（三和出版）を創刊。作家陣に高杉弾、永山薫、秋田昌美、丸尾末広、蛭児神建、日野日出志、栗本慎一郎らを招き、妊婦のSMからスカトロ、獣姦、死体、奇形、妖怪、呪術、拷問、魔女狩り、黒魔術、ドラッグ、ロリコン、ホラー映画まで総合的に変態趣味を扱った。雑誌のサブタイトルは「超変態世紀末虐待史」。結局『サバト』は創刊号のみで廃刊となったが、本誌のスタイルは後に青山が編集長を務める『危ない1号』にそのまま引き継がれることになる。
1986年春にはJICC出版局（現・宝島社）よりカルト映画やホラー映画をまとめた処女単行本が刊行予定だったが、締め切りに間に合わず幻に終わる。同年より大正屋出版に入社し、特殊エロ漫画誌『阿修羅』『カリスマ』の編集を行う。
同社の倒産後は株式投資関連の情報誌『産業と経済』などの編集に関わる一方で『Crash』（白夜書房）や『BACHELOR』（ダイアプレス）に鬼畜変態コラム「Flesh Paper」の連載を再開する。この頃は10誌以上の雑誌で映画評論の仕事を持つなど映画評論家としての側面も強かった。1987年5月には『エイズ最新情報と怖くない生活法』（主婦の友社）をゴーストライターとして執筆する。

### 東京公司結成
1990年より特殊海外旅行誌『エキセントリック』（全英出版／中央法科研究所）の編集をした縁から後に右腕となる吉永嘉明と知り合う。その後『エキセントリック』編集部を母体とした編集プロダクション「東京公司」を設立。東京公司の名義で『アダルトグッズ完全使用マニュアル』（データハウス）などの編集を行う。『エキセントリック』の経験は別冊宝島の『タイ読本』『裏ハワイ読本』（宝島社）など特殊海外旅行ムックに活かされる。
1992年にはドラッグの実用的なノウハウをまとめた処女単行本『危ない薬』をデータハウスより上梓する。「全て体験済み!!」と銘打った本書はジャンキーのバイブル的存在となり、現在までに15万部を超えるロングセラーとなっている。

### 1995年、『危ない1号』創刊
『危ない薬』の好セールスを追い風に青山は、新しいムック企画をデータハウスに提案し、採用される。それが1995年7月より鬼畜系ムック『危ない1号』（データハウス／東京公司）である。当時西新宿にあった東京公司の事務所家賃をデータハウスが肩代わりすることで、彼らの編集活動をサポートした。同誌は「鬼畜系」を標榜し、徹頭徹尾にわたり鬼畜・変態・悪趣味を等価に扱った。東京公司は創刊号冒頭に以下の声明文を発表している。
文中に登場するハサン・イ・サバーという人物は、11世紀に登場したニザール派（イスラム教シーア派の分派・イスマーイール派の一派）の開祖として知られ、暗殺教団アサシンを率いてイランからシリア全土の山岳地帯に要塞を築いたといわれる。東京公司はハサンの「真実などない。すべては許されている」という言葉を引用して「妄想にタブーなし!」と宣言した。
このフレーズの確認できる初出は、シルヴェストル・ド・サシの中東の宗教研究書『Exposé de la religion des druzes（1838）』に類似のフレーズがあり、グスタフ・フリューゲルのアラビア語文法研究書『Die Grammatischen Schulen der Araber (1862)』では全く同一のフレーズが登場する。そして、ニーチェが『道徳の系譜（1887）』の中でアサシン団の「至高の自由精神」として引用したことで有名となった。さらに、Betty Bouthoulの『Le grand maître des Assassins（1936）』やウラジーミル・バルトルの『アラムート（1938）』でハッサンの言葉というストーリーが一般化された。しかし、この言葉がハッサンによるものという歴史的な証拠があるわけではない。

前述したハッサンの言葉は、高杉弾や村崎百郎にも多大な影響を与えたウィリアム・バロウズの座右の銘となり、クローネンバーグ監督『裸のランチ』（1991）でも引用されたことで有名になった。また『危ない1号』でハッサンの言葉は次のように解釈された。
このムックが大ヒットしたことにより、青山は鬼畜ブーム・悪趣味ブームの立役者となるが、第1巻の校了直前に大麻取締法違反で逮捕される。結果的に執行猶予処分となり、同年8月末には保釈されたが、逮捕されたショックから青山はドラッグライターを事実上廃業し、これを境に仕事の打ち合わせに来なくなるなど引きこもりに近い状態になっていく。
また1994年11月には多発性後極部網膜色素上皮症（MPPE）という日本全国で症例50名前後という極めて希少な眼病を患い、後に青山が精神世界に傾倒する要因の一つとなった。
その後『危ない1号』に端を発した大々的な鬼畜ブームが起こるなか、仕掛人である青山はブーム化して濫造された悪趣味に幻滅することになった。
1997年には『危ない1号』の愛読者であった酒鬼薔薇聖斗が神戸連続児童殺傷事件を起こした。
同年『危ない1号』第3巻の編集に青山は、数本の原稿しただけでほぼ関与せず、発売後にフェードアウト。東京公司は、青山を含む一部メンバーがデータハウスに入社する形で消滅。その後の青山は、データハウスの社員編集者として再起を図るも、重度のうつ病で自宅に引きこもるようになり、そのまま会社を辞職した。

### 晩年
1999年9月、『危ない1号』第4巻「青山正明全仕事」が刊行される。第4巻の内容は青山が1982年から1996年にかけて「何を書いても構わない」という方針で各誌に連載したコラム「Flesh Paper」から自選した記事を年代順に並べたものが中心で、この一冊において大体の仕事や文章の特徴が分かる。ちなみにこの「青山正明全仕事」は青山単著の単行本企画だったものが、本人の不調などで作業が延び延びとなり、『危ない1号』の１冊というムック形式での刊行となった。第4巻のサブタイトルは「少女買春から常温核融合まで」。これをもって『危ない1号』は完結した。
その後『BURST』2000年9月号において久々にメディアに登場し、精神神経免疫学や分子生物学、仏教的諦観に基づいた精神世界にまつわる幸福論を唱えた原稿を寄稿する。同誌のインタビューでは「鬼畜系にもう新鮮さはない。これからは癒し系で行く」と宣言した。
2001年6月17日、神奈川県横須賀市の自宅で好物の「赤いきつね」を食べた後、首つり自殺。

## 人物
- 語録は「妄想にタブーなし!」「人生なんてしょせん死ぬまでの暇つぶし」「夢精は寝て待て」「開いた膣が塞がらない」「セックスは膣を使ったオナニーだ」「百に一つの個性は尊重されるが、万に一つの個性は抹殺される」。
- 数あるドラッグの中でも大麻を好んだ。
- 惰眠を貪る余り、布団の裏側にキノコが生えていたという逸話がある[35]。
- 晩年は様々な欲望の中で、睡眠欲を思う存分に満たすことが最大の快楽であると書いていた。
- バブル時代は毎月のようにタイに遊びに行っていた。主な目的は少女買春とヘロインだった[39]。
- 学生時代から大変な読書家であり、二階の書斎の本の重みで一階のトイレのドアが開かなくなったこともある[40]。
- 特殊漫画家の中では根本敬と山野一を最も高く評価していた[41][42]。
- 1970年代からのプログレッシブ・ロックのファン。1990年代以降はテクノファンであった。遺作となった『危ない1号』第4巻「青山正明全仕事」には本人自選のレコードやCDのリストとして「音キチのあなたに捧ぐ……音源360選」と題した書き下ろし記事が収録されている。
- 青山と共に鬼畜ブームの一翼を担った村崎百郎は雑誌に寄稿した追悼文の中で「青山の本性は優しい善人で、決して俺のようにすべての人間に対して悪意を持った邪悪な鬼畜ではなかった。『危ない1号』に「鬼畜」というキーワードを無理矢理持ち込んで雑誌全体を邪悪なものにしたのはすべてこの俺の所業なのだ」と語っていた[43]。
- ともに鬼畜ブームを牽引した村崎百郎は、彼の訃報に際して次の文章を雑誌に寄稿している。

- 吉永嘉明は青山について「日本一のマザコン」「変態というより変態好きの少年」「真の鬼畜というにしては、あまりに感じやすい人だった」と述べており、東京公司のスタッフ達からは「24時間フル稼働の心配事製造工場」という綽名も付けられていた[35]。吉永は著書『自殺されちゃった僕』の第3章「青山正明の思い出」の中「死に顔」で青山が自殺した原因を以下の様に推察している。青山さんの葬儀で、僕は棺桶に入った冷たい遺体を見た。その顔は苦痛に歪み、ホラー映画のようで、いかにも苦しい、という顔をしていたのだ。顔色もドス黒い緑色をしており、化学物質の摂りすぎという不健康な印象を与えた。青山さんの死に顔は、まるでムンクの「叫び」のような恐怖でゆがんだ表情だった。健康に気を遣いすぎるほど気を配る人だった。缶の日本茶を飲むときでも「空気に長時間触れると、缶が酸化して体に毒だから」とわざわざ移し替えていたほどの人が、いったいなんでこんなに化学薬品をとりすぎて破滅したのだろう。これは推測でしかないけれど、僕がつき合ってきて見てきた性格とか、デスマスクの表情を基に判断すると、青山さんはやっぱり死ぬのが怖かったんじゃないかと思う。僕は青山さんの二人の元・奥さんに、僕が推察した彼の自殺の原因を確認してみた。総合すると、「心配事製造工場」たる青山さんは、種々の悩みをかかえ、その上でヘロインと覚醒剤のリバウンドとドラッグ購入のための借金苦が重なり、どうにもたまらなくなって死んだのではないだろうか。僕にはそう思える。

『ニッポン戦後サブカルチャー史』（Eテレ）の講師である宮沢章夫は『危ない1号』以降の青山正明の迷走について次のように述べている。

## 著書
- 危ない薬（データハウス 1992年11月）ISBN 4-88718-1345
  - 愛蔵版（データハウス 2001年10月）ISBN 978-4887186392
- 危ない1号 第4巻 青山正明全仕事（データハウス 1999年9月）ISBN 978-4887185401

### 編著
- エキセントリック 第6号 バンコクびっくりショー!（中央法科研究所 1990年8月）
- タイ読本 絶対保存版!（別冊宝島EX/WT 1992年8月、吉永嘉明との編著）
  - タイ極楽ガイド 表も裏もまるかじり（宝島社文庫 2000年7月）
- 気もちいいクスリ（別冊宝島173 1993年3月）
  - 「クスリ」という快楽（宝島社文庫  2000年5月）
- 裏ハワイ読本 ディープに取材した楽園の素顔（別冊宝島EX 1993年8月、吉永嘉明との編著）
- 薬のウラがわかる本（別冊宝島191 1994年2月）
- アダルトグッズ完全使用マニュアル（データハウス 1994年7月、吉永嘉明との編著）
- 地獄のハリウッド Sexと殺人とスキャンダルの映画史（洋泉社 1995年1月、大久保賢一、大内稔、越智道雄、江戸木純との共著）
- 危ない1号 第1巻 ドラッグ（データハウス 1995年7月、吉永嘉明との編著）
- 危ない1号 第2巻 キ印良品（データハウス 1996年4月、吉永嘉明との編著）
- 危ない1号 第3巻 快感（データハウス 1997年9月、吉永嘉明との編著）※企画のみ
- 続・危ない薬―SEX&ドラッグ併用マニュアル（データハウス 1997年7月、黒野忍著）※下段の補遺を村崎百郎と共同執筆（無署名）[45]

## 編集・執筆
- 『突然変異』慶応大学ジャーナリズム研究会→突然変異社
- 『ロリコン大全集』群雄社出版／都市と生活社
- 『ヘイ!バディー』白夜書房
- 『Billy』白夜書房
- 『Crash』白夜書房
- 『BACHELOR』大亜出版／ダイアプレス
- 『ビデオ・ザ・ワールド』白夜書房→コアマガジン
- 『ビデオコレクション』東京ニュース通信社
- 『にんふらばあ』麻布書店
- 『フィリアック』求龍社（創刊号で廃刊）
- 『ビッチ』ホープ出版（創刊号で廃刊）
- 『サバト』三和出版（創刊号で廃刊）
- 『阿修羅』『カリスマ』大正屋出版（創刊号で廃刊）
- 『グッバイティーンズ』大正屋出版
- 『産業と経済』プリントワン
- 『TORU』※大学受験情報誌
- 『パックン』全英出版
- 『エキセントリック』全英出版／中央法科研究所
- 『別冊宝島』『宝島30』宝島社／JICC出版局
- 『危ない1号』東京公司／データハウス

### 雑誌連載・寄稿
| 記事名 | 所載 |
| --- | --- |
| ロリコンの恋ものがたり | 慶応大学ジャーナリズム研究会『突然変異』創刊号 |
| 西井幼名の海外ポルノ情報 | 慶応大学ジャーナリズム研究会『突然変異』創刊号 |
| ついに実現! 突然変異VSピチピチロリータ | 慶応大学ジャーナリズム研究会『突然変異』創刊号 |
| 六年四組学級新聞 | 突然変異社『突然変異』2-3号 白夜書房『ヘイ!バディー』1982年2月号-9月号 |
| グログロ書評 趣味の医学書 | 突然変異社『突然変異』2号 |
| トイレットペーパーの巻き方 | 突然変異社『突然変異』2号 |
| 母乳愛序説 | 突然変異社『突然変異』3号 |
| HOW TO LOLITA 幼女愛好快楽追求法―幼女の意識を制御― | 白夜書房『ヘイ!バディー』1981年12月号 ふゅーじょんぷろだくと編『ロリコン白書―ロリコン同人誌ベスト集成』エンドレス企画／白夜書房 1982年7月発行 |
| アメリカのポルノ男優名勝負 | 平凡出版『BRUTUS』1982年4月15日号 |
| 父よ、あなたも乳が出る! | 平凡出版『BRUTUS』1982年4月15日号 |
| ロリコンを知らずして80年代の性は語れない | 平凡出版『BRUTUS』1982年4月15日号 |
| 思春期の少女の身体を知るために…… | 群雄社出版『ロリコン大全集』1982年6月25日発行 |
| Flesh Paper（肉新聞） | 白夜書房『ヘイ!バディー』1982年10月号-1985年11月号（全36回） 白夜書房→コアマガジン『Crash』1986年6月号-1996年3月号（全150回） 大亜出版『BACHELOR』1986年8月号-1995年8月号（全101回） データハウス『危ない1号』第4巻「特集／青山正明全仕事」1999年9月発行（上記雑誌掲載分から抜粋収録） |
| グログロ映画評→グログロビデオ評 | 白夜書房『ヘイ!バディー』1983年7月号-1985年11月号 |
| ヘイ!バディー乳房学入門講座シリーズⅠ 少女の乳房 | 白夜書房『ヘイ!バディー』1983年7月号 |
| ヘイ!バディー乳房学入門講座シリーズⅡ ロリータムックで追う実例発育段階別少女の乳房 | 白夜書房『ヘイ!バディー』1983年8月号 |
| 死体写真コーナー 不幸な人々 | 白夜書房『ビデオ・ザ・ワールド』1983年11月創刊号-1984年4月 |
| 少女を食って若返った男 詩人エド・ブラウン | JOY企画『CANDY』4号（1984年頃） |
| 少女のオシッコ、いーかげん大研究!! | 白夜書房『ヘイ!バディー』1984年1月号 |
| 超法規美少女ビデオのマニヤ度 | 白夜書房『ビデオ・ザ・ワールド』1984年1月号 |
| 海外ロリータポルノビデオ紹介→HB最新ロリータ地下ビデオ情報 | 白夜書房『ヘイ!バディー』1984年2月号-1985年11月号 『ヘイ!バディー』増刊『ロリコンランド』に再録 |
| ルックルック驚いた ツインガールズ くっつき姉妹、びっくりヌード! | 白夜書房『Billy』1984年2月号 |
| 神秘かグロか! 誕生の瞬間［出産ビデオ］ | 白夜書房『ビデオ・ザ・ワールド』1984年3月号 |
| 鬼畜ファックビデオのすごさ!! 親が観たら泣く、ロリータ本番 | 白夜書房『ビデオ・ザ・ワールド』1984年5月号 |
| 医学ビデオにエッチな期待! ビデオで観る「家庭の医学」 | 白夜書房『ビデオ・ザ・ワールド』1984年5月号 |
| ホラービデオが大好きッ! | 白夜書房『ビデオ・ザ・ワールド』1984年5月号 |
| D・CUP乳しぼり!ミルクタンク大爆発?! 入手方法つき、デカパイマニヤ必見 | 白夜書房『Billy』1984年7月号 |
| ロリータ・ビデオのすすめ!［ワレ目を合法的に観賞できる］ | 白夜書房『ビデオ・ザ・ワールド』1984年11月号 |
| とってもボイン? 日米Dカップビデオ研究 | 白夜書房『ビデオ・ザ・ワールド』1984年12月号 |
| あくまでワレ目! ヨーロッパ・チャイルド・ビデオ!! | 白夜書房『ビデオ・ザ・ワールド』1984年12月号 |
| デンマーク発ほとんど犯罪ビデオ | 白夜書房『ビデオ・ザ・ワールド』1985年1月号 |
| ロリータFUCKビデオを楽しく観賞してみよう!! | 白夜書房『ビデオ・ザ・ワールド』1985年1月号 |
| オー、こわッ! 血だらけ恐怖ビデオ、ショック場面に首ったけ!! | 白夜書房『ビデオ・ザ・ワールド』1985年2月号 |
| クソ生意気なホテトル売春娘が本番! | 白夜書房『ビデオ・ザ・ワールド』1985年2月号 |
| 無残にかき出された胎児!! 堕胎の現場──局部アップ!! 実際の中絶手術の現場にカメラが潜入! | 白夜書房『Billyボーイ』1985年2月号 |
| オー、くわばら! スプラッターB級ビデオのショック場面に首ったけ!! | 白夜書房『ビデオ・ザ・ワールド』1985年3月号 |
| デカパイ洋物ビデオが大好きだ!! | 白夜書房『ビデオ・ザ・ワールド』1985年3月号 |
| 目がつぶれそうに恐い女体バラバラ誌上試写 実写!人間切り刻み現場!! | 白夜書房『Billyボーイ』1985年3月号 |
| 超残酷ワンダーランド 血しぶき飛び交うB級スプラッタービデオに大興奮 | 白夜書房『ビデオ・ザ・ワールド』1985年4月号-6月号 |
| 「母乳愛」空論 | 大亜出版『BACHELOR』1985年5月号-8月号 |
| My Favorite Movie | 東京ニュース通信社『ビデオコレクション』1985年6月号-1985年9月号 |
| SM少女は楽しい玩具だ! 人間犬を連れて真夜中のお散歩 ワンワン少女を調教!! 自宅で飼える人間犬!! | 白夜書房『Billyボーイ』1985年8月号 |
| 変態雑誌 現在・過去・未来（青山正明×永山薫） | 白夜書房『Crash』1985年10月創刊号 |
| WHO'S WHO ビデオソフト怪紳士録 | 東京ニュース通信社『ビデオコレクション』1985年10月号-1987年9月号 |
| 青山正明の焚書抗快→青山正明の新・焚書抗快 | 大亜出版『BACHELOR』1985年9月号-1995年8月号 |
| 無差別イタズラ講座 | 英知出版『VIVIAN』1985年10月号-11月号 |
| ドラッグ考「意識の彼方へ」 | 三和出版『サバト』1985年11月創刊号 |
| ヘイ!バディー廃刊記念座談会 | 白夜書房『ヘイ!バディー』1985年11月号 |
| ヘイ!バディー終刊に寄せて 6・4学新、フレッシュ・ペーパー、編集者、大臣、神……青山正明の歩み | 白夜書房『ヘイ!バディー』1985年11月号 |
| 幼児ポルノ&幼児嗜好 | 大亜出版『DEEP SPECIAL』1986年1月号 |
| Sexology | 大亜出版『DEEP SPECIAL』1986年2月号-5月号? |
| 良い子のための変態実践教室 | 大亜出版『BACHELOR』1986年2月号-7月号 |
| CULT MOVIE | 白夜書房『METAL KIDS!』1986年3月20日発行 |
| 地下ビデオの展望 | 桃桜書房『ロリータ大鑑』1986年4月発行 |
| 奇跡の千摺り──青山正明のもっと気持ち良く射精するためのへんたいゼミナール | 白夜書房『Crash』1986年3月号-5月号 |
| イタリアン・ホラーの夜明け | 東京三世社『血まみれ スプラッタムービー大全集』1986年6月発行 |
| スプラッタ・ムービーの三巨人／ルイスとロメロとクローネンバーグ | 東京三世社『血まみれ スプラッタムービー大全集』1986年6月発行 |
| 境界線上の往還者たち／恐怖映画における死後の世界 | 東京デカド社『月光』12号 1986年8月20日発行 |
| 彷徨する異種性愛者たち／第三の性の実態を探る | 大亜出版『DEEP SPECIAL』1986年10月号 |
| スカトロ人間学 | 求龍社『スカトピア』創刊号 1987年発行 |
| コプロラグニアへの憧景 | 求龍社『スカトロスペシャル』1987年発行 桃桜書房『コプロラビア』創刊記念号 1987年発行 |
| 絵画教室をわざわざ開いてロリータをユーワク | 桃桜書房『ZOPHY』創刊号（セーラー服ギャクタイ特集号）1987年発行 |
| 内臓感覚 D・クローネンバーグ | 三和出版『ベストビデオ』1987年3月増刊 |
| ファナティックの方舟 | 少年出版社『VZONE』1987年5月号 |
| 青山正明の人生相談 | ペガサスブック『フィメール』創刊号 1988年発行 ポセイドンブック『MASPET』1989年発行 |
| パゾリーニは完全に哲学者である！ | JICC出版局『映画の見方が変わる本』1989年9月発行 |
| フェリーニは女にゃ絶対わからない！ | JICC出版局『映画の見方が変わる本』1989年9月発行 |
| 現実と幻想の交錯 | JICC出版局『このビデオを見ろ！ 第4集 ファンタジー・SF・ホラー篇』1990年1月2日発行 |
| せっかくディスク、だったらディスク | エコー企画『シティロード』1989年-1990年頃 |
| バンコクびっくりショー! | 中央法科研究所『エキセントリック』Vol.6 1990年8月1日発行 |
| 過剰なる刺激を求めて──危ない本の10年を振り返る | アレック情報出版『えじゃないか』1992年1月号 |
| ドッキリ幻覚キノコ教室 | アレック情報出版『えじゃないか』1992年3月号 |
| タイ・ユース・カルチャー コンサートから暴走族まで | JICC出版局『別冊宝島EX タイ読本 絶対保存版!』1992年8月22日発行 宝島社文庫『タイ極楽ガイド 表も裏もまるかじり』2000年7月26日発行 |
| タイ王国ロック・シーン見聞録 | JICC出版局『別冊宝島EX タイ読本 絶対保存版!』1992年8月22日発行 宝島社文庫『タイ極楽ガイド 表も裏もまるかじり』2000年7月26日発行 |
| プリミティヴなパワーに満ちたタイ出版業界 その物と金の流れを鳥瞰する | JICC出版局『別冊宝島EX タイ読本 絶対保存版!』1992年8月22日発行 宝島社文庫『タイ極楽ガイド 表も裏もまるかじり』2000年7月26日発行 |
| No.1の部数を誇る“男と女”の情報誌『クー・サーン・クー・ソム』 | JICC出版局『別冊宝島EX タイ読本 絶対保存版!』1992年8月22日発行 宝島社文庫『タイ極楽ガイド 表も裏もまるかじり』2000年7月26日発行 |
| エロ・メディアと法規制 裏本も裏ビデオもどっさり | JICC出版局『別冊宝島EX タイ読本 絶対保存版!』1992年8月22日発行 宝島社文庫『タイ極楽ガイド 表も裏もまるかじり』2000年7月26日発行 |
| 小さい仏様 プラ・クルアン | JICC出版局『別冊宝島EX タイ読本 絶対保存版!』1992年8月22日発行 宝島社文庫『タイ極楽ガイド 表も裏もまるかじり』2000年7月26日発行 |
| エイズは対岸の火事にあらず | JICC出版局『別冊宝島EX タイ読本 絶対保存版!』1992年8月22日発行 宝島社文庫『タイ極楽ガイド 表も裏もまるかじり』2000年7月26日発行 |
| 少女売春と人身売買の実態 | JICC出版局『別冊宝島EX タイ読本 絶対保存版!』1992年8月22日発行 宝島社文庫『タイ極楽ガイド 表も裏もまるかじり』2000年7月26日発行 |
| 禁断のスパイス ドラッグ 大麻、ヘロイン、覚醒剤… | JICC出版局『別冊宝島EX タイ読本 絶対保存版!』1992年8月22日発行 宝島社文庫『タイ極楽ガイド 表も裏もまるかじり』2000年7月26日発行 |
| バンコク名物“交通渋滞”慢性的な便秘に悩む天使たち | JICC出版局『別冊宝島EX タイ読本 絶対保存版!』1992年8月22日発行 宝島社文庫『タイ極楽ガイド 表も裏もまるかじり』2000年7月26日発行 |
| バンコクの歓楽街 | JICC出版局『別冊宝島EX タイ読本 絶対保存版!』1992年8月22日発行 宝島社文庫『タイ極楽ガイド 表も裏もまるかじり』2000年7月26日発行 |
| アンチ・スモーキング・キャンペーン 煙草を吸うのはブルーカラーの証 | JICC出版局『別冊宝島EX タイ読本 絶対保存版!』1992年8月22日発行 宝島社文庫『タイ極楽ガイド 表も裏もまるかじり』2000年7月26日発行 |
| ハイ&ロウ・イン・バンコク 金持ちと貧乏人 | JICC出版局『別冊宝島EX タイ読本 絶対保存版!』1992年8月22日発行 宝島社文庫『タイ極楽ガイド 表も裏もまるかじり』2000年7月26日発行 |
| コンドミニアム・ラッシュ | JICC出版局『別冊宝島EX タイ読本 絶対保存版!』1992年8月22日発行 宝島社文庫『タイ極楽ガイド 表も裏もまるかじり』2000年7月26日発行 |
| 児童労働エレジー | JICC出版局『別冊宝島EX タイ読本 絶対保存版!』1992年8月22日発行 宝島社文庫『タイ極楽ガイド 表も裏もまるかじり』2000年7月26日発行 |
| 在タイ日本人ビジネスマンの憂鬱 | JICC出版局『別冊宝島EX タイ読本 絶対保存版!』1992年8月22日発行 宝島社文庫『タイ極楽ガイド 表も裏もまるかじり』2000年7月26日発行 |
| さらば、ジープン・ユンピー | JICC出版局『別冊宝島EX タイ読本 絶対保存版!』1992年8月22日発行 宝島社文庫『タイ極楽ガイド 表も裏もまるかじり』2000年7月26日発行 |
| タイ人の味覚 オムレツと焼き魚 | JICC出版局『別冊宝島EX タイ読本 絶対保存版!』1992年8月22日発行 宝島社文庫『タイ極楽ガイド 表も裏もまるかじり』2000年7月26日発行 |
| 童話に学ぶタイ人の『常識』 抄訳『シータノン・チャイ』&『サントーン』 | JICC出版局『別冊宝島EX タイ読本 絶対保存版!』1992年8月22日発行 宝島社文庫『タイ極楽ガイド 表も裏もまるかじり』2000年7月26日発行 |
| 要点暗記・在タイ華僑の歩み | JICC出版局『別冊宝島EX タイ読本 絶対保存版!』1992年8月22日発行 宝島社文庫『タイ極楽ガイド 表も裏もまるかじり』2000年7月26日発行 |
| 値札をつけたタイ美人 ビューティー・コンサートの裏に渦巻く“欲とカネ” | JICC出版局『別冊宝島EX タイ読本 絶対保存版!』1992年8月22日発行 宝島社文庫『タイ極楽ガイド 表も裏もまるかじり』2000年7月26日発行 |
| 賄賂はびこるタイ社会 “泣く子も黙る”警察官 | JICC出版局『別冊宝島EX タイ読本 絶対保存版!』1992年8月22日発行 宝島社文庫『タイ極楽ガイド 表も裏もまるかじり』2000年7月26日発行 |
| 民族と人種の交差点 バンコクっ子の異民族&外国人ウォッチング | JICC出版局『別冊宝島EX タイ読本 絶対保存版!』1992年8月22日発行 宝島社文庫『タイ極楽ガイド 表も裏もまるかじり』2000年7月26日発行 |
| 孤独なアウトサイダー | ペヨトル工房『銀星倶楽部16 クローネンバーグ』1992年8月31日発行 |
| ツインズ・フィードバック | JICC出版局『地獄のハリウッド!』1993年2月11日発行 |
| ほのかなトリップを薬局で 大衆薬に含まれる向精神物質 | 宝島社『別冊宝島173 気持ちいいクスリ』1993年3月発行 |
| ドラッグの王国へようこそ この蠱惑的な国に足を踏み入れる前に、知っておきたい八つの基礎知識 | 宝島社『別冊宝島173 気持ちいいクスリ』1993年3月発行 |
| 代表的ドラッグ基礎講義 覚醒剤・コカイン・LSD・ヘロイン・マリファナの「傾向と対策」 | 宝島社『別冊宝島173 気持ちいいクスリ』1993年3月発行 |
| いままで誰も書かなかった 最も危険な観光ガイド NY、ロンドン、アムステルダムから南米、モスクワまで、世界のドラッグ名所・完全ガイド （取材・構成／青山正明・小松由利香・武宮龍彦）                                                     | 宝島社『別冊宝島173 気持ちいいクスリ』1993年3月発行 |
| ハードコア・ドラッグ・カクテル ジョン・ベルーシをブッ飛ばせ!（体験・構成／青山正明） | 宝島社『別冊宝島173 気持ちいいクスリ』1993年3月発行 |
| 【ドラッグ鼎談】日本には“シャブ・カルチャー”しかなかった! 夏原武×ソーマ・ヒカリ×青山正明 | 宝島社『別冊宝島173 気持ちいいクスリ』1993年3月発行 |
| クスリの常識・非常識 Q＆A30 水虫の治療薬でノーベル賞ってホント? 監修／堀美智子（帝京大学薬学部） | 宝島社『別冊宝島191 薬のウラがわかる本』1994年2月10日発行 |
| タイ・イカサマバクチ地獄めぐり | 宝島社『別冊宝島197 裏ギャンブルの世界』1994年5月8日発行 |
| 逸脱のシンボル クスリ 短絡的快楽装置 | 福武書店『季刊子ども学』Vol.4夏号 1994年7月1日発行 |
| セックス・サプリメント | データハウス『アダルトグッズ完全使用マニュアル』1994年7月25日発行 |
| セックスレスとアダルトグッズ | データハウス『アダルトグッズ完全使用マニュアル』1994年7月25日発行 |
| ロリータをめぐる冒険 | 宝島社『宝島30』1994年9月号 |
| 真正ロリコン列伝 | 宝島社『宝島30』1994年9月号 |
| 鼎談／受験と女権とロリータ文化 | 宝島社『宝島30』1994年9月号 |
| “性は生なり、性は脳なり”大島清インタビュー | 宝島社『宝島30』1994年11月号 |
| あの青山正明が業界に帰って来た!! ほほえみの国の少女を求めて―東南アジア少女の諸問題 | コアマガジン『アリスクラブ・シスター』Vol.1（アリス・クラブ 1994年11月号増刊） - Vol.2 （アリス・クラブ 1995年2月号増刊） |
| Sex,Drug and My Life 快楽原則の此岸 | 青土社『imago』1995年6月号 |
| 情報超捻転 東京公司編集『危ない1号』、遂に出る! 衝撃の妄想爆裂ブック、特集は『ドラッグ』だ | コアマガジン『熱烈投稿』1995年8月号（1995年6月26日発売） |
| 奇形児のホルマリン漬けや全身剝き身の死体標本がズラリ タイはバンコクの「犯罪＆外科博物館」 | データハウス『危ない1号』第1巻「特集／ドラッグ」1995年7月発行 |
| 優雅ニシテ安泰ナル人生トハ 惰眠のススメ 世界文学教養編 | 同上 月刊『バチェラー』（ダイアプレス／90年前後の暮れあたりの号） |
| 裏テクノ専門学校・石野卓球VS青山正明 | 太田出版『Quick Japan』vol.5 1995年12月24日発行 |
| 身体的差異を乗り越えたお付き合い "彼ら"から目をそらすな! | データハウス『危ない1号』第2巻「特集／キ印良品」1996年4月発行 |
| フリークス写真館 | データハウス『危ない1号』第2巻「特集／キ印良品」1996年4月発行 |
| 全盲青年がウンコ喰らって勃起する!!『ハンディキャップをぶっとばせ!〜僕たちの初体験〜』 | データハウス『危ない1号』第2巻「特集／キ印良品」1996年4月発行 |
| 露出の限界に挑戦!? 健康雑誌『ターザン』の体育系身体障者特集号 | データハウス『危ない1号』第2巻「特集／キ印良品」1996年4月発行 |
| なくそう差別! 使わないぞ差別用語!! 大メディアにおける身体障害者関連差別用語言い換え集 | データハウス『危ない1号』第2巻「特集／キ印良品」1996年4月発行 |
| 路上で"哀れみ"を競い合う──乞食と障害者 | データハウス『危ない1号』第2巻「特集／キ印良品」1996年4月発行 |
| これが“テイストレス”の実態だ! 障害者を笑いのネタにした米製ジョーク集 | データハウス『危ない1号』第2巻「特集／キ印良品」1996年4月発行 |
| 主なフリークス&ニセフリークス出演映画 | データハウス『危ない1号』第2巻「特集／キ印良品」1996年4月発行 |
| 開錠テクから爆弾製造法、殺人術まで鬼畜系趣味人たちのネタ元ライブラリー アルバン | データハウス『危ない1号』第2巻「特集／キ印良品」1996年4月発行 |
| 読むエクスタシー イスラム神秘主義詩人ルーミー | データハウス『危ない1号』第2巻「特集／キ印良品」1996年4月発行 |
| 史上最悪のキャンパス・マガジン『突然変異』の受難 レイアウターが自殺未遂!? キリンにいいとこ見せたくて──ロリコン／スカトロ──大変態時代 お岩の呪い 史上最低のゲス海外旅行雑誌『エキセントリック』そして東京公司……（青山正明×村崎百郎） | 鬼畜ナイト実行委員会＋東京公司編『別冊危ない1号 Vol.1 鬼畜ナイト─新宿でいちばんイヤ〜な夜』1996年8月発行 データハウス |
| 帰ってきた男・対談 怒られっぱなしの拘置所生活 シャバはいいな〜本当でよかった○○○ 3回狂いました 人間やめた方々 女の子にやさしいおまわりさん シャ○好きの猫（青山正明×石丸元章）                                                        | 鬼畜ナイト実行委員会＋東京公司編『別冊危ない1号 Vol.1 鬼畜ナイト─新宿でいちばんイヤ〜な夜』1996年8月発行 データハウス |
| ゲス、クズ、ダメ人間の現人神・『危ない1号』の編集長 青山正明氏に聞く! | コアマガジン『世紀末倶楽部』Vol.2 1996年9月発行 |
| LOVE&DRUG 第一回 エクスタシー | 祥伝社『フィール・ヤング』1996年9月号 |
| 鬼畜カルチャーの仕掛け人が語る欲望の行方（青山正明×村崎百郎） | 扶桑社『SPA!』1996年12月11日号 |
| ジャンク・カルチャーの送り手が語る 残酷なものを“見たがる”欲望の深層（青山正明×木村重樹） | アスキー『週刊アスキー』1997年7月28日号 |
| バリ島でキノコトリップ | 黒野忍『続・危ない薬―SEX&ドラッグ併用マニュアル』データハウス 1997年7月 |
| LSDヨタ話 | 黒野忍『続・危ない薬―SEX&ドラッグ併用マニュアル』データハウス 1997年7月 |
| 鍵のありか | 黒野忍『続・危ない薬―SEX&ドラッグ併用マニュアル』データハウス 1997年7月 |
| バリ島のはまりかた | 黒野忍『続・危ない薬―SEX&ドラッグ併用マニュアル』データハウス 1997年7月 |
| バラナシのはまりかた | 黒野忍『続・危ない薬―SEX&ドラッグ併用マニュアル』データハウス 1997年7月 |
| カルカッタのハマリかた | 黒野忍『続・危ない薬―SEX&ドラッグ併用マニュアル』データハウス 1997年7月 |
| デプレニルではハルマリンの代用不可 | 黒野忍『続・危ない薬―SEX&ドラッグ併用マニュアル』データハウス 1997年7月 |
| 酒なんてやめて眠剤でGO! | 黒野忍『続・危ない薬―SEX&ドラッグ併用マニュアル』データハウス 1997年7月 |
| 大麻党を結成せよ!! | 黒野忍『続・危ない薬―SEX&ドラッグ併用マニュアル』データハウス 1997年7月 |
| 睡眠薬の間違った使い方講座 睡眠薬自由自在 | データハウス『危ない1号』第3巻「特集／快感」1997年9月発行 |
| アニアから初心者へ愛を込めて……飛ぶか沈むか眠剤ホロ酔い講座 | データハウス『危ない1号』第3巻「特集／快感」1997年9月発行 |
| 若者よ横になろう! 惰眠のススメ | データハウス『危ない1号』第3巻「特集／快感」1997年9月発行 |
| 解説 | ねこぢる『ねこぢるだんご』朝日ソノラマ 1997年11月1日初版発行 |
| アンダーグラウンドでいこう! 自販機本からハッカー系まで（青山正明×永山薫） | 宝島社『別冊宝島345 雑誌狂時代!』1997年11月15日発行 |
| 今をときめく天才編集者のエロ本原風景 エロ雑誌とオナニーと私 | ワニマガジン社『エロ本のほん』1997年12月20日発行 |
| セックスとドラッグとイヌ | 垂脇書店『月刊タルワキ』Vol.2 1997年12月25日発行 |
| “偉大なるゲスマンガの金字塔”元『危ない1号』編集長・青山正明氏かく語りき | コアマガジン『BUBKA』1998年1月号 |
| 「愛すべき自分」を創造・構築するために 心と体に“効く”ブック・ガイド | データハウス『危ない1号』第4巻「特集／青山正明全仕事」1999年9月発行 |
| ナチュラル・ハイ＝クリーンを目指して……『危ない薬』（92年刊）以降のドラッグ事情 | データハウス『危ない1号』第4巻「特集／青山正明全仕事」1999年9月発行 |
| 音キチのあなたに捧ぐ……音＝楽 | データハウス『危ない1号』第4巻「特集／青山正明全仕事」1999年9月発行 |
| 音キチのあなたに捧ぐ……音源360選 | データハウス『危ない1号』第4巻「特集／青山正明全仕事」1999年9月発行 |
| 本作りは芸、編集者もモノ書きも芸人ですよ 単行本第2弾を出版した青山正明インタビュー（聞き手・構成／靍師一彦） | 創出版『創』1999年12月号 |
| シャバはいいけどシャブはいけません─帰ってきた? 天才編集者 青山正明 | コアマガジン『BURST』2000年9月号 |
| イメージの治癒力──「諦観」と「リズム」でハイな毎日を | コアマガジン『BURST』2000年9月号 |

### ロリータビデオ
- あゆみ11歳 小さな誘惑（1982年8月 三田プロダクション） - 青年役[12]
- テレ美少女コレクション（1983年11月 いちご通信社） - 司会進行役

## 関連人物
- 村崎百郎
- 吉永嘉明
- 木村重樹
- 石丸元章
- 根本敬
- 山野一
- 夏原武
- 橘玲
- 永山薫
- 高杉弾
- 椎名誠
- 石野卓球
- 鵜野義嗣